# Вулгаризам
Вулгаризми нису обавезан део разговорног стила, али се у њему најчешће јављају. Занимљиво је да нема много истраживања на ову тему употребе језика током комуникације. Вулгаризми припадају групи емотивног и експресивног говора. Осим разговорног стила, они се јављају и  у књижевним и уметничким текстовима, са сврхом стилизације и говорне карактеризације и обликовања ликова. 
Псовке су по правилу кратке и састоје се од једне речи или фразе. Као њихови извори, најчешће се спомињу поља секса, екскреције и натприродног, па и поље религије. Функције псовки могу бити разне. Могу се користити да се избаци фрустрација, да се покаже реакција на шок, или начин за испољавање агресивности.